# 甲氧羰基乙酰氯
甲氧羰基乙酰氯是一种有机化合物，化学式为C4H5ClO3。它可由O-甲基丙二酸钾（CAS 38330-80-2）和草酰氯反应制得。它和乙硫醇反应，可以得到乙硫羰基乙酸甲酯。它和苯胺反应，可以得到3-氧代-3-苯氨基丙酸甲酯。